# ヒュー・ド・ケヴェリオック (第5代チェスター伯)

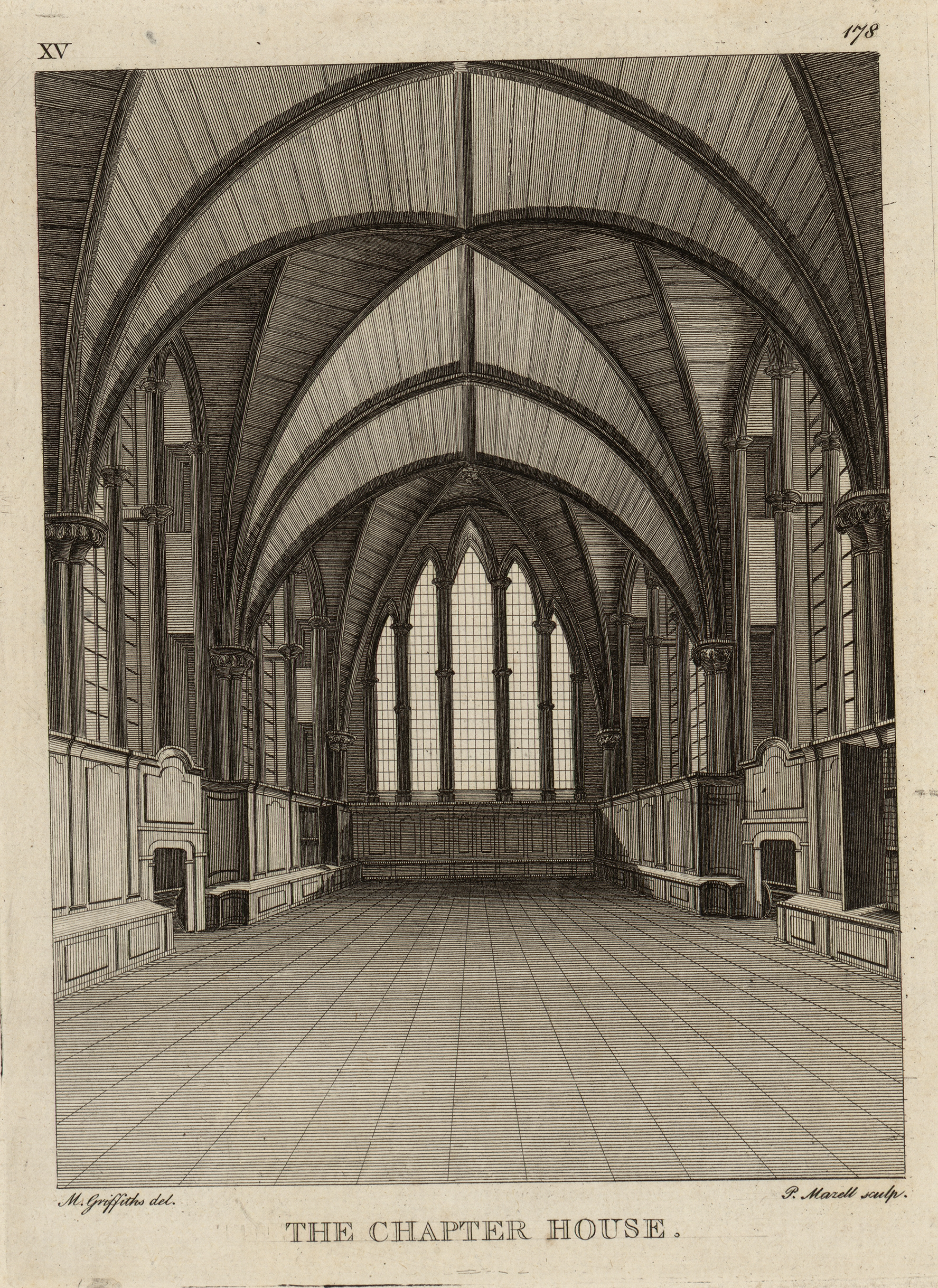
チェスター大聖堂のチャプターハウス

第5代チェスター伯ヒュー・ド・ケヴェリオック（Hugh de Kevelioc, 5th Earl of Chester, 1147年 - 1181年6月30日）は、イングランド王ヘンリー2世の治世中にイングランド、ウェールズ、アイルランド、フランスで活躍したアングロ＝ノルマン貴族である。ヒュー・オブ・カヴェイリオグ（Hugh of Cyfeiliog）またはヒュー・ド・ケヴィリオック（Hugh de Kevilioc）ともいわれる。

## 生涯
ヒューは、第4代チェスター伯ラヌルフ2世とその妻モード（初代グロスター伯ロバートの娘）の息子として1147年に生まれた。グロスター伯ロバートはイングランド王ヘンリー1世の庶子であった。後代の伝承では、ウェールズのカヴェイリオグ地方で生まれたとされている。
1153年に父が亡くなると、彼は広大な領地を相続した。フランスでは、アヴランシュ、ベッサン、ヴァル・ド・ヴィールの世襲の子爵位に加え、サン＝セヴェールおよびブリケサールの領地も受けた。イングランドとウェールズでは、チェスター伯位とそれに伴う爵位を授与された。これらを合わせると、1162年に成人を宣告され領地を取得した時点で、ヒューは最も重要なアングロ＝ノルマン領主の一人となった。すぐにヘンリー2世の有力者集団の一員となり、1163年にはドーバーでアングロ＝フランドル同盟の更新に出席し、1164年にはクラレンドン法にも加わった。
しかし、ヒューは1173年に王の息子たちの反乱に加わり、ブルターニュで反乱軍を率いた。ブラバント軍を派遣し、反乱軍をドル城に撤退させた後、1174年8月、ヘンリー2世は自ら包囲網を率いるために到着した。食料が尽きたヒューとその仲間たちは、処刑や身体の切断はしないと約束された後、降伏した。様々な城に捕らえられた後、ヒューはヘンリー2世と和平を結び、1174年10月に締結されたファレーズ条約の証人の一人となり、戦闘は終結した。
1177年1月のノーサンプトン会議で、ヒューの領土は回復されたが、城は回復されなかった。3月には、カスティーリャとナバラの間のヘンリー2世による仲裁に証人として出席した。そして5月のウィンザー会議において、ヘンリー2世はヒューに城を返還し、アイルランドへの派遣を命じた。ヒューがアイルランドで軍事的成功を収めた、あるいは領地を与えられたという記録は残っていない。
1181年6月30日にスタッフォードシャーのリークで亡くなり、チェスターのセント・ワーバーグ修道院（現在のチェスター大聖堂）のチャプターハウス南側の父親の傍らに埋葬された。唯一の息子ラヌルフが伯位を継承した。

## 慈善活動
ヒューは生涯を通じて、チェスターのセント・ワーバーグ修道院、スタンロウ修道院、コヴェントリーのセント・メアリー修道院、バリントン修道院、グリーンフィールド修道院、トレンサム修道院、そしてボーデスリー修道院に寄進を行った。また、両親が行ったカルク修道院、チェスターのセント・メアリー・オン・ザ・ヒル修道院、そしてノルマンディーのカーンのサン・テティエンヌ修道院に対する寄進についても追認した。

## 結婚と子女
1169年にエヴルー伯シモン3世・ド・モンフォールの娘ベルトラードと結婚した。シモン3世はアモーリー3世・ド・モンフォールの息子であった。夫妻の間には以下の子女が生まれた。
- ラヌルフ3世（1170年 - 1232年） - 第6代チェスター伯[1]
- マティルダ（モード、1171年 - 1233年） - 1190年にハンティンドン伯デイヴィッド・オブ・スコットランドと結婚[1]
- メイベル - 第3代アランデル伯ウィリアム・ド・オービニーと結婚[1]
- アグネス - 第4代ダービー伯ウィリアム・ド・フェラーズと結婚[1]
- ハウィス（1180年 - 1241年） - リンカーン女伯。ロバート2世・ド・クインシーと結婚[1]。

また、以下の庶子が知られている。
- ペイガン
- ロジャー
- アミス - チェスター判事ラヌルフ・メインワーリングと結婚[3][4]
- 娘 - ローチェスター修道院の創設者リチャード・ベーコンと結婚[1]

他にも私生子がいたとされており、ベアトリクスという名の娘はウィリアム・ベルワードと結婚したとされ、名前不詳の娘は大リウェリンと結婚したと言われている。